# Octavio Vial
Octavio Vial (ur. 26 listopada 1918 w Meksyku, zm. 20 stycznia 1989) – meksykański piłkarz grający na pozycji napastnika, trener. Zawodnik Club América.

## Kariera piłkarska
Octavio Vial w 1930 roku przybył na zaproszenie władz klubu Real Club España na trening drużyn młodzieżowych, jednak w klubie nie czuł się dobrze i wolał się przenieść do Lusitania, gdzie w 1936 roku podczas meczu z Club América Viala dostrzegł trener przeciwnej, który mu natychmiast zaproponował kontrakt z klubem.
Octavio Vial w Club América, którego barwy reprezentował przez całą swoją profesjonalną karierę w latach 1937–1949, zadebiutował w maju 1937 roku w meczu z Real Club España w ramach amatorskiej ligi Primera Fuerza. W sezonie 1937/1938 zdobył z klubem Puchar Meksyku, a także dwukrotnie doszedł do finału tych rozgrywek (1943, 1945). W sezonie 1948/1949 w wyniku złamania kości strzałkowej zmuszony był w wieku zaledwie 31 lat zakończyć karierę piłkarską. Łącznie dla klubu strzelił 148 bramek. Jest trzecim po Luisie Roberto Alvesie (190 goli) oraz Cuauhtémocu Blanco (152 goli) najlepszym strzelcem w historii klubu.

## Kariera trenerska
Octavio Vial po zakończeniu kariery piłkarskiej rozpoczął karierę trenerską. W 1949 roku zastąpił Rafaela Garzę Gutiérreza na stanowisku trenera Club América, którego prowadził do 1950 roku. Następnie również zastąpił Gutiérreza, tym razem na stanowisku selekcjonera reprezentacji Meksyku, którą prowadził na mistrzostwach świata 1950 w Brazylii. Na tym turnieju drużyna po trzech porażkach: z Brazylią (0:4), Jugosławią (1:4) i Szwajcarią (1:2) zajęła ostatnie 4. miejsce w grupie A i odpadła z turnieju, a Vial podał się do dymisji.
W sezonie 1950/1951 Vial trenował FC Atlante, z którym zdobył wicemistrzostwo oraz Puchar Meksyku. Następnie w latach 1952–1955 ponownie był trenerem Club América, z którym dwukrotnie zdobył Puchar Meksyku (1954, 1955) oraz Campeón de Campeones 1955. W latach 1960–1962 trenował Pumas UNAM, z którym w sezonie 1961/1962 awansował do Primera División de México.

## Sukcesy

### Zawodnicze
Club América
- Puchar Meksyku: 1938
- finał Pucharu Meksyku: 1943, 1945

### Trenerskie
FC Atlante
- Puchar Meksyku: 1951
- wicemistrzostwo Meksyku: 1951

Club América
- Puchar Meksyku: 1954, 1955
- Campeón de Campeones: 1955

Pumas UNAM
- awans do Primera División de México: 1962